# Американская художественная ассоциация

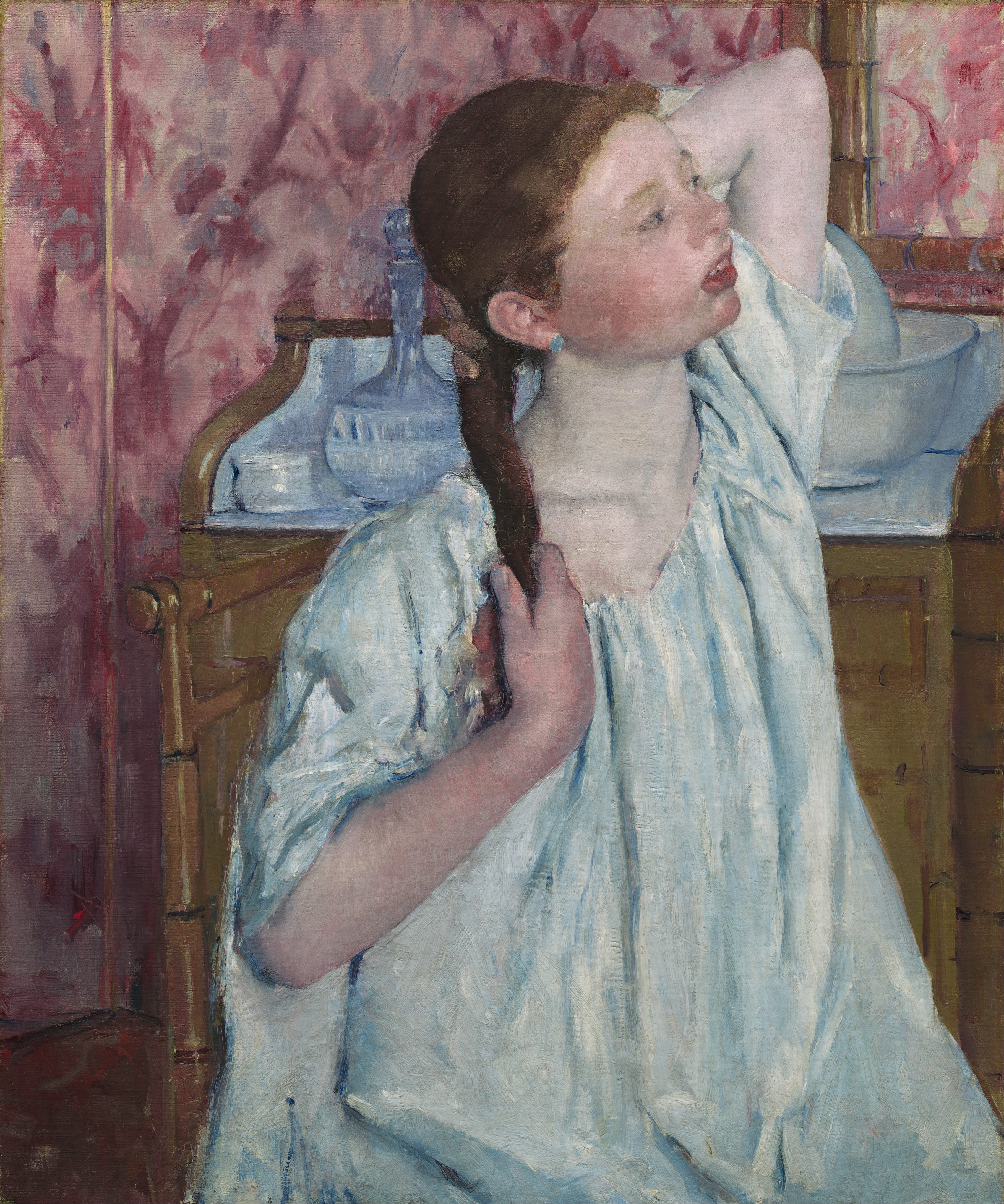
Мэри Кассат — Девушка укладывает волосы — картина для продажи в американской художественной ассоциации, галереи Андерсона, Нью-Йорк, 10 апреля 1930 г., № 75

Американская художественная ассоциация — художественная галерея и аукционный дом с торговыми галереями, основанная в 1883 году.
Впервые он был расположен на 6 East 23rd Street (South Madison Square) в Манхэттене, Нью-Йорк, а в 1922 году переехал на Мэдисон-авеню и 56-ю улицу. Это был первый аукционный дом в США, который активно присутствовал в Нью-Йорке в период американской истории, известный как «позолоченный век», где в то время проходили некоторые из крупнейших городских художественных выставок. Галереи и аукционы были посвящены картинам американских художников, а также имели отдел восточного искусства. Целью ассоциации было продвижение американского искусства через очень заметное космополитическое место проведения аукционов.

## История
Американская художественная ассоциация (AAA) была основана Джеймсом Ф. Саттоном (президентом AAA), Р. Остином Робертсоном и Томасом Кирби (1846—1924) в 1883 году. Томас Кирби вырос в Филадельфии и переехал со своей семьёй в Нью-Йорк в 1876 году. За годы до основания AAA он работал в различных аукционных фирмах и импортёрах в Нью-Йорке. В 1882 году Саттон предложил партнёрство, результатом которого станет американская ассоциация художников.
Во время работы AAA Саттон, Кирби, Робертсон и их сотрудники контролировали продажи сотен коллекций и произведений искусства. Р. Остин Робертсон ездил в Китай и Японию, чтобы сделать выбор для Восточного Департамента. В первый год своей работы AAA представила коллекцию американских картин Томаса Б. Кларка, которая принесла пользу Национальной академии дизайна. AAA провела свой первый аукцион в 1885 году.
В 1923 году, когда Кирби вышел на пенсию, Кортланд Ф. Бишоп (1870—1935), первый авиатор и коллекционер книг, купил у Кирби американскую художественную ассоциацию.
В 1929 году ассоциация объединилась с Anderson Auction Company и образовала американскую художественную ассоциацию — Anderson Galleries, Inc., а в 1938 году фирма перешла в собственность Parke-Bernet Galleries, Inc., которая была образована годом ранее.
В 1964 году Sotheby’s приобрёл Парк-Бернет, крупнейшего в то время аукциониста изобразительного искусства в Соединённых Штатах.
Архивы американского искусства Смитсоновского института хранят большую часть записей американской художественной ассоциации. Дополнительные записи можно найти в Справочной библиотеке искусств Фрика, где хранится большая часть записей американской художественной ассоциации.